# 抱川市

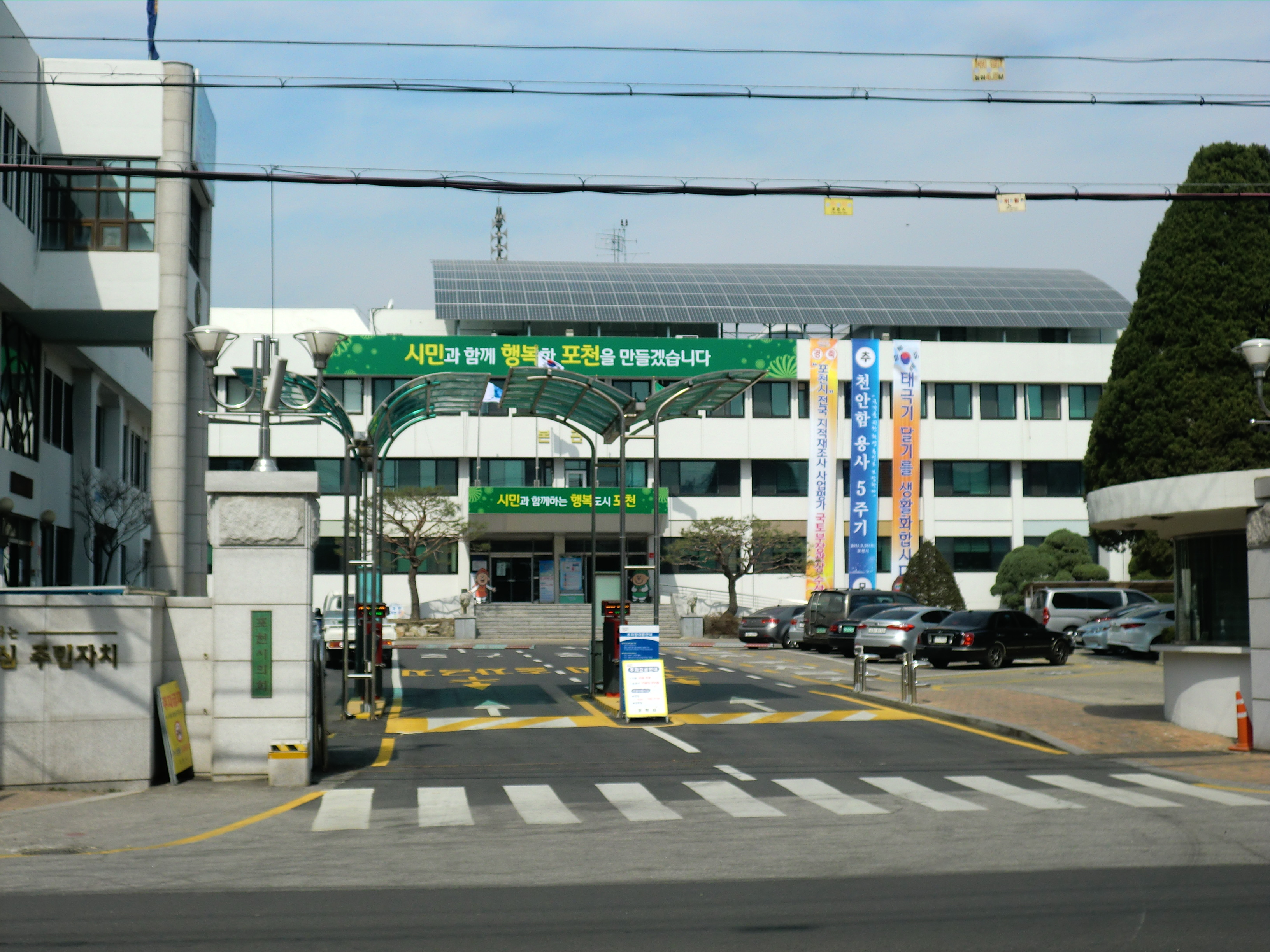
抱川市庁

抱川市（ポチョンし）は、大韓民国京畿道の北部にある市である。

## 歴史
高句麗時代には馬忽郡があった。新羅時代には堅城郡となり、統一新羅に入り青城郡と呼ばれた。
高麗時代、当初は抱州が置かれ、後に抱川郡となった。当時は楊広道に属した。
李氏朝鮮の太宗の代、1413年に抱川県となり、19世紀末に抱川郡となった。
- 1914年4月1日 - 郡面の統廃合により、永平郡が抱川郡に編入。抱川郡に以下の面が成立。[2]（12面）

| 朝鮮総督府令第111号        |              |
| 旧行政区域                 | 新行政区域   |
| 抱川郡清凉面の一部、郡内面 | 郡内面       |
| 抱川郡清凉面の一部、加山面 | 加山面       |
| 抱川郡東村面、内洞面       | 内村面       |
| 抱川郡外所面、内所面       | 蘇屹面       |
| 抱川郡外北面、内北面       | 新北面       |
| 抱川郡青松面、山內面       | 青山面       |
| 抱川郡西面                 | （変動無し） |
| 永平郡一東面、二東面       | （変動無し） |
| 永平郡邑內面、郡內面       | 永中面       |
| 永平郡蒼里面、南面、西面   | 蒼水面       |
| 永平郡北面                 | 永北面       |
郡内面・加山面・内村面・蘇屹面・西面・新北面・青山面・永中面・蒼水面・永北面・一東面・二東面
- 1938年1月1日 - 西面が抱川面に改称。[3]（12面）
- 1945年
  - 9月2日 - 米軍管理下に置かれる。ただし、永北面および青山面・蒼水面・永中面・二東面・一東面の各一部はソ連軍管理下に置かれる。[4]（南11面、北6面）
  - 11月 - ソ連軍の管理下に置かれる抱川郡の地域をもって、永平郡を設置。
  - 11月4日 - 米軍政の下で行政区画を調整。[5]（南10面、北6面）
    - 二東面が一東面に編入。
    - 当時の青山面の面事務所所在地である宮坪里が北緯38度線以北であったため、青山面の面事務所を北緯38度線以南の哨城里に設置。
- 1946年
  - 9月 - ソ連軍管理下の永平郡が江原道に移管。
  - 12月 - 永平郡永中面・永北面・二東面・一東面が鉄原郡に、青山面・蒼水面が漣川郡にそれぞれ編入。北朝鮮側の永平郡は消滅。[6]（10面）
- 1953年7月27日 - 朝鮮戦争休戦に伴い、38度線以北を韓国が収復。
- 1954年11月17日 - 収復地区臨時行政措置法により、38度線以北地域の施政権が回復。12面に戻る。[7]
  - 永北面・二東面の行政機能を復活。
- 1963年 - 内村面が花峴出張所を設置。
- 1973年7月1日 - 抱川面塔洞里が楊州郡東豆川邑に編入。[8]
- 1979年5月1日 - 抱川面が抱川邑に昇格。[9]（1邑11面）
- 1983年2月15日（1邑12面）[10]
  - 官仁面を漣川郡から移管。
  - 青山面の半分（哨城里・大田里・長灘里・宮坪里・白蟻里）が漣川郡に移管、残りの半分（三政里・葛月里・琴洞里・徳屯里）が新北面に編入。
  - 内村面花峴出張所が花峴面に昇格。
- 1996年2月 - 蘇屹面が蘇屹邑に昇格。（2邑11面）
- 2003年10月19日 - 抱川郡が抱川市に昇格。[11][12]（1邑11面2行政洞）
  - 抱川邑が2つの行政洞に分割。

## 行政

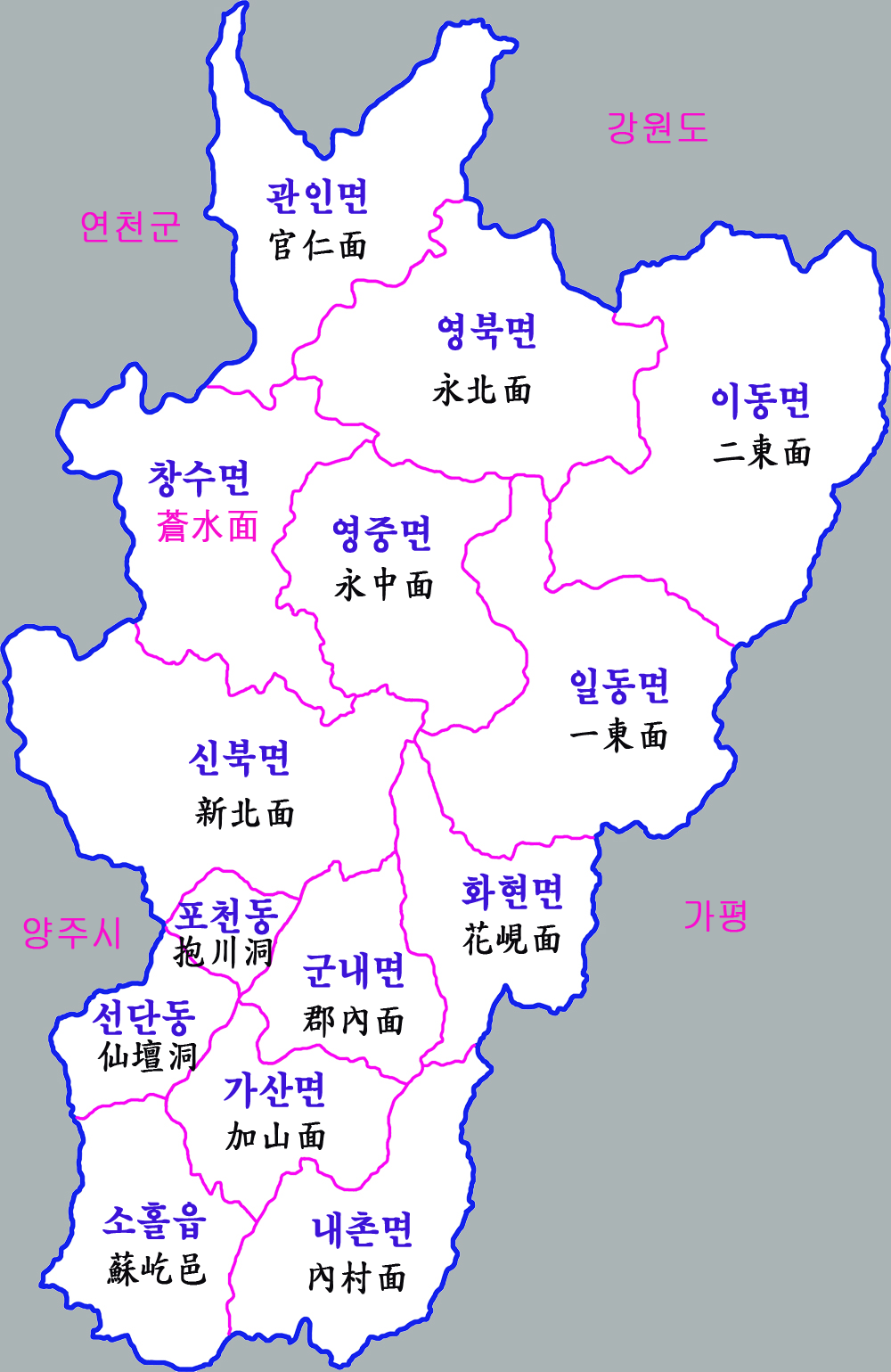
行政区域図

### 行政区域
| 行政洞・邑・面 | 法定洞・法定里                                                                                     |
| -------------- | -------------------------------------------------------------------------------------------------- |
| 抱川洞         | 新邑洞、魚龍洞                                                                                     |
| 仙壇洞         | 自作洞、仙壇洞、雪雲洞、東橋洞                                                                     |
| 蘇屹邑         | 松隅里、二東橋里、茂林里、梨谷里、直洞里、古毛里、二加八里、初加八里、茂峰里                       |
| 郡内面         | 旧邑里、龍井里、柳橋里、左儀里、鳴山里、稷頭里、上城北里、下城北里                                 |
| 加山面         | 馬山里、甘岩里、坊築里、加山里、鼎橋里、金峴里、友琴里、麻田里                                     |
| 内村面         | 真木里、馬鳴里、陰峴里、内里、巣鶴里、薪八里                                                       |
| 花峴面         | 花峴里、明徳里、芝峴里                                                                             |
| 新北面         | 加采里、機池里、新坪里、万歳橋里、深谷里、渓流里、古日里、三星堂里、三政里、葛月里、琴洞里、徳屯里 |
| 永中面         | 梁文里、金珠里、居士里、城洞里、永平里、永松里                                                     |
| 蒼水面         | 楸洞里、注院里、可養里、伍佳里、姑蘇城里、雲山里、新興里                                           |
| 永北面         | 雲川里、自逸里、山井里、夜味里、紋岩里、大回山里、小回山里                                         |
| 一東面         | 吉明里、柳洞里、機山里、禾垈里、社稷里、水入里                                                     |
| 二東面         | 場岩里、都坪里、燕谷里、芦谷里                                                                     |
| 官仁面         | 中里、三栗里、初果里、炭洞里、冷井里、射亭里                                                       |

### 警察
- 抱川警察署（郡内面にある）

### 消防
- 抱川消防署（郡内面にある）

## 交通

### 鉄道
1983年に青山駅のある青山面が漣川郡に移管されてから、市内に鉄道は通っていない。

ソウル交通公社7号線を2030年頃を目標に市内まで延伸させる計画がある。

### バス
- 抱川市外バスターミナル　市外バスは、東ソウルバスターミナルへ10～40分間隔で、所要時間1時間。ソウル高速バスターミナル（湖南線ターミナル）へ1日10往復で、所要時間1時間20分。東松市外バス共用ターミナル、新鉄原バスターミナル、瓦水バスターミナル行き（新鉄原バスターミナル経由）もある。
- 一般バスは、ソウル交通公社4号線の水踰駅や議政府市などから運行。

## 観光
- 山井湖水
- 鳴声山
- 韓佳園
- 抱川アートバレー

## 姉妹都市
- 蘆原区（大韓民国ソウル特別市）2003年11月11日
- 中区（大韓民国ソウル特別市）
- 北杜市（日本山梨県）2003年3月21日　当時の北巨摩郡高根町と。北杜市発足後に姉妹都市締結再調印。
- 淮北市（中華人民共和国安徽省）2005年9月7日

## 出身人物
- 金裕宅（バスケットボール選手）